# 飯倉寛子
飯倉 寛子（いいくら ひろこ、1989年9月9日 - ）は、大分放送（OBS）のアナウンサー。

## 人物・来歴
大分県大分市出身、大分県立大分上野丘高等学校卒業。早稲田大学文学部3年生であった2010年11月から『Oha!4 NEWS LIVE』（日テレNEWS24・日本テレビ）に女子大生アシスタント「Oha!4 JD」（後にアシスタントに改称。）として出演を始め、2011年12月末まで出演した。当時の愛称はイクラちゃんであった。第25回NHK全国大学放送コンテスト朗読部門第3位。
2012年3月に早稲田大学を卒業し、4月に大分放送に入社。初登場はこの月から始まった自社制作番組『旬感!3ch』の初回にお天気キャスターとしてだった。
趣味はミュージカル。実際に出演経験もある。
2019年10月27日、アナウンスルームブログ上で、妊娠、産休に入ることを報告（その後、男児を出産）、2021年4月より復職している。

## 出演番組

### 大分放送入社後

#### 現在の出演番組

##### テレビ
- かぼすタイム（土）2021/04/03～
- OBSニュース

##### ラジオ
- 住まいのお悩み相談室（木）
- 日々是好日（金）
- OBSおはなしワールド（日）
- OBSニュース
- 情熱ライブ!Voice（木・金）

#### 過去の出演番組

##### テレビ
- おはようナイスキャッチ（月〜金）
- 旬感！3ch（水）
- OBSイブニングニュース（月・火）
- おはようナイスキャッチ（水〜金）

##### ラジオ
- 歌のない歌謡曲（月～金）
- イチスタ☆（木・金）
- ハイスクールラジオ（月）
- みんなのラジオ。（土）（2012年10月2日〜2014年9月27日 ）
- Sunday Time（日）

### 大分放送入社前
- Oha!4 NEWS LIVE（日テレNEWS24・日本テレビ系列、2010年11月2日 - 2011年12月27日、火曜日担当「Oha!4 JD」→アシスタント）